# ديسانا
ديسانا هي بلدية في مقاطعة فرشيلي التابعة لإقليم بييمونتي الإيطالي، تقع على بعد حوالي 60 كيلومتر (37 ميل) إلى الشمال الشرقي من مدينة تورينو وحوالي 8 كيلومتر (5 ميل) إلى الجنوب الغربي من فيرتشيلي. في 31 كانون الأول / ديسمبر 2004 كان عدد سكانها 1,085 نسمة، وتبلغ مساحتها 16.5 كيلومتر مربع (6.4 ميل2).
تقع ديسانا على حدود البلديات التالية: أزيليانو فيرسيلسي، كوستانزانا، لينانا، رونسيكو، تريسيرو، فيرتشيلي.